# Lanham, Maryland
Lanham este o comunitate neîncorporată și loc desemnat pentru recensământ în comitatul Prince George, Maryland. Potrivit recensământului din anul 2010 avea o populație de 10.157 locuitori. Stația New Carrollton (punctul terminus al Liniei Portocalii a Metroului din Washington), precum și o stație Amtrak sunt deasupra Centurei Capitalei în New Carrollton, Maryland. Doctors Community Hospital este situat în Lanham.

## Istorie
Casa Thomas J. Calloway a fost înscrisă în Registrul Național al Locurilor Istorice în 2005.

## Geografie
Potrivit U.S. Census Bureau, Lanham are o suprafață totală de 9,2 kilometri pătrați, din care 3,5 kilometri pătrați sunt formați de uscat și 0,02 kilometri pătrați sau 0,54%, de apă.

## Persoane notabile
- Daryl Ferguson, fotbalist din Barbados
- Robert Griffith, fost jucător în NFL
- Frank Kratovil, fost congresman american
- Jermaine Lewis, fost jucător în NFL
- Guy S. Maloy, Jr., fost general al Armatei Americane
- Peter Tork, muzician: chitaristul bas și clăparul formației americane de muzică pop The Monkees din anii 1960 și ale cărui întâmplări fictive (cu colegii lui de trupă) i-a adus un rol de actor într-un serial de comedie despre membrii trupei.